# Métropole de Rhodes

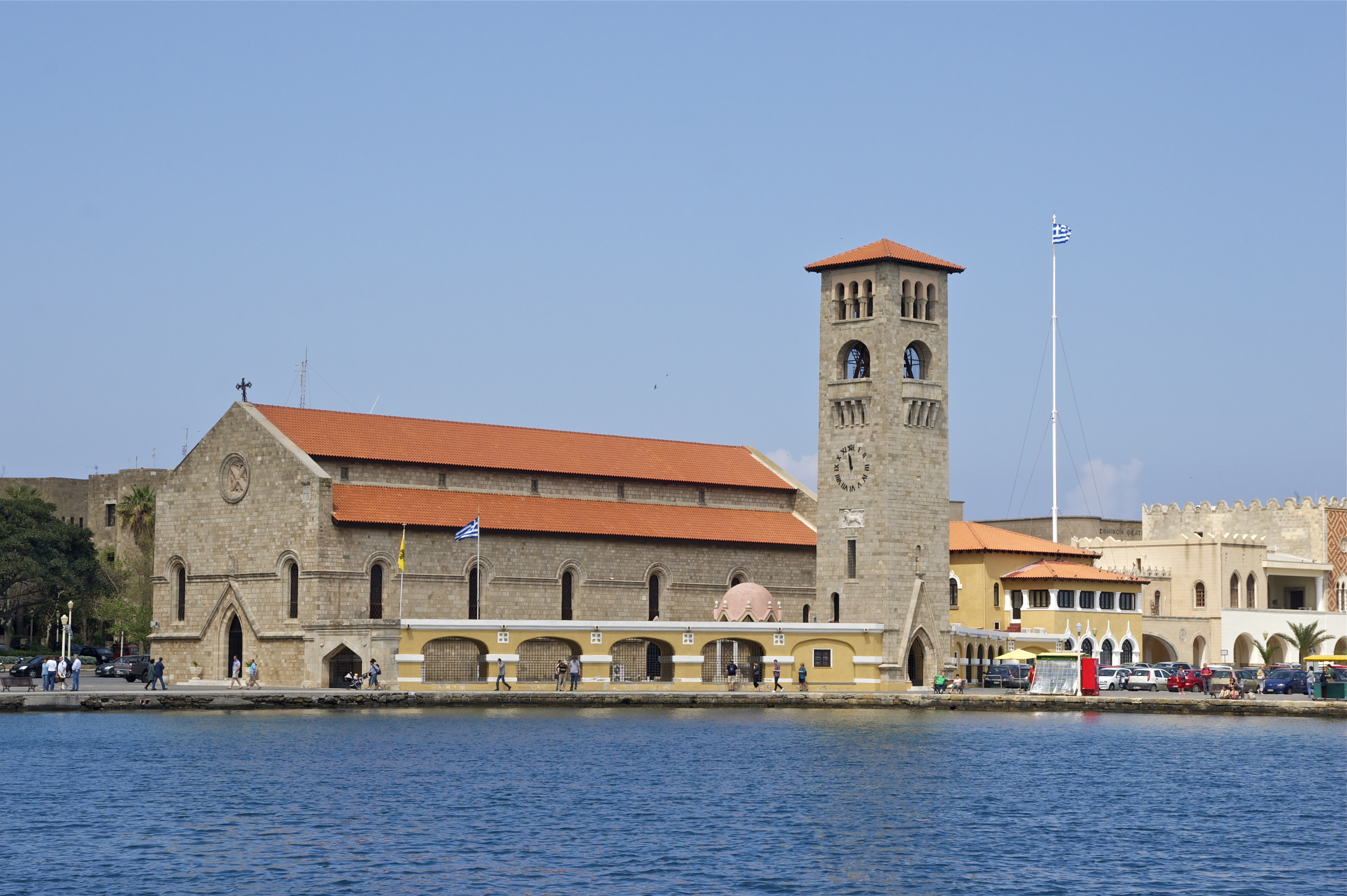
La cathédrale orthodoxe de l'Annonciation, à Rhodes.

La Métropole de Rhodes (en grec ecclésiastique : Ιερά Μητρόπολις Ρόδου) est un évêché du Patriarcat œcuménique de Constantinople. 
Elle a son siège dans la ville de Rhodes et elle exerce son autorité sur l'île de Rhodes et sur les îles voisines de Tilos, Chálki et Nissyros.

## La cathédrale
C'est l'église de l'Annonciation à la Mère de Dieu à Rhodes.

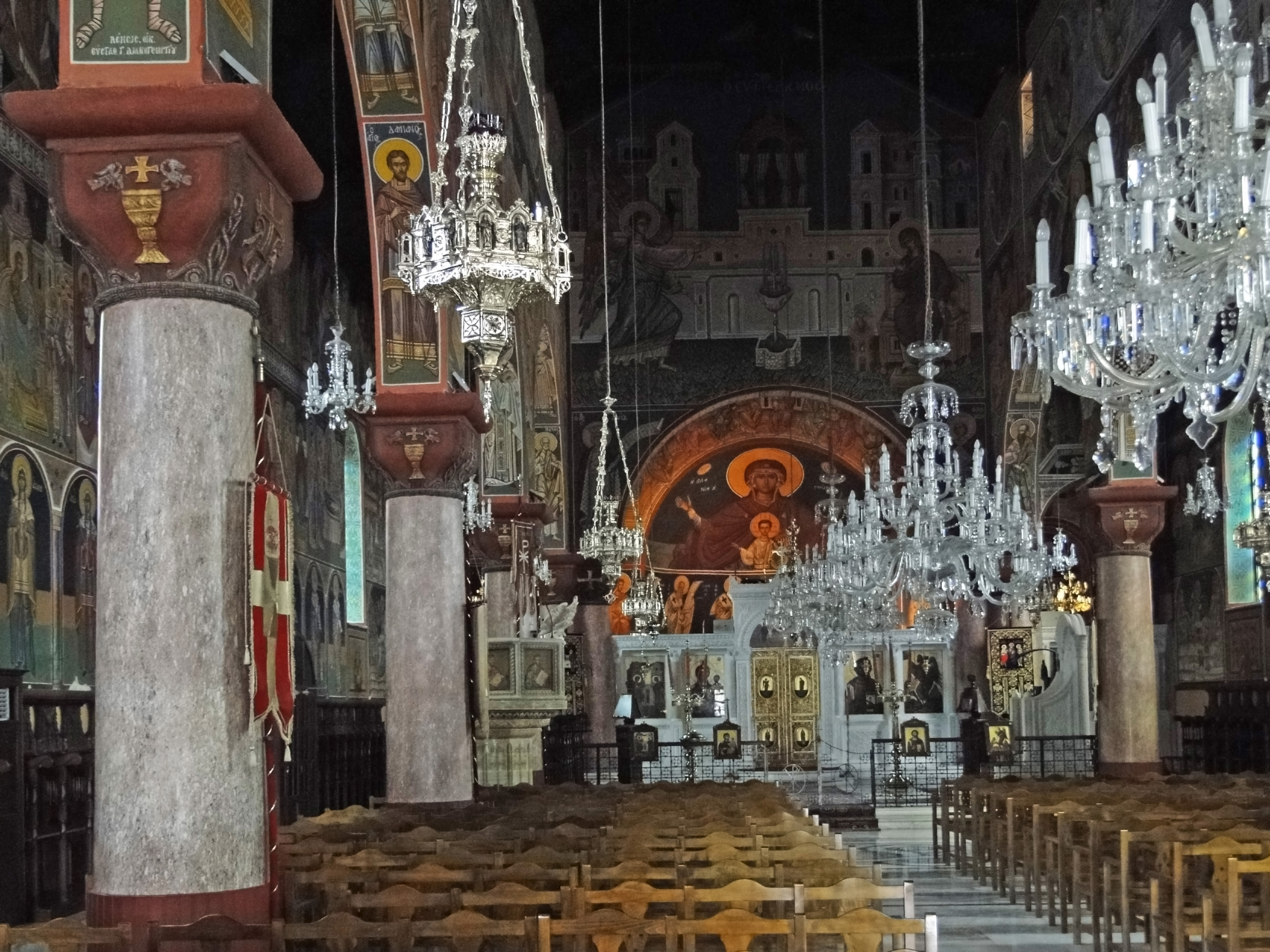
Intérieur de la cathédrale de l'Annonciation à Rhodes. Photo Bernard Gagnon

## Les métropolites
Ils portent le titre de "Métropolite de Rhodes, Très vénérable et Exarque de toutes les îles Cyclades."
- Cyrille (né Constantin Kogérakis à Koumasa de Monophatsi en Crète, région de Gortyne, le 2 juillet 1964) depuis 2004.
- Apostolos (21 novembre 1973 – ?).

## L'histoire
La fondation de la communauté chrétienne de Rhodes est évoquée dans les Actes des apôtres (21, 4). On ne sait pas exactement quand Rhodes reçut son premier évêque mais le siège épiscopal devint rapidement une métropole dont la province ecclésiastique s'étendit, après 732, sur la plus grande partie des îles de la mer Égée.

## Le territoire
Il compte 80 paroisses réparties ainsi : 18 dans la ville de Rhodes, 44 dans le reste de l'île, 18 dans les autres îles.

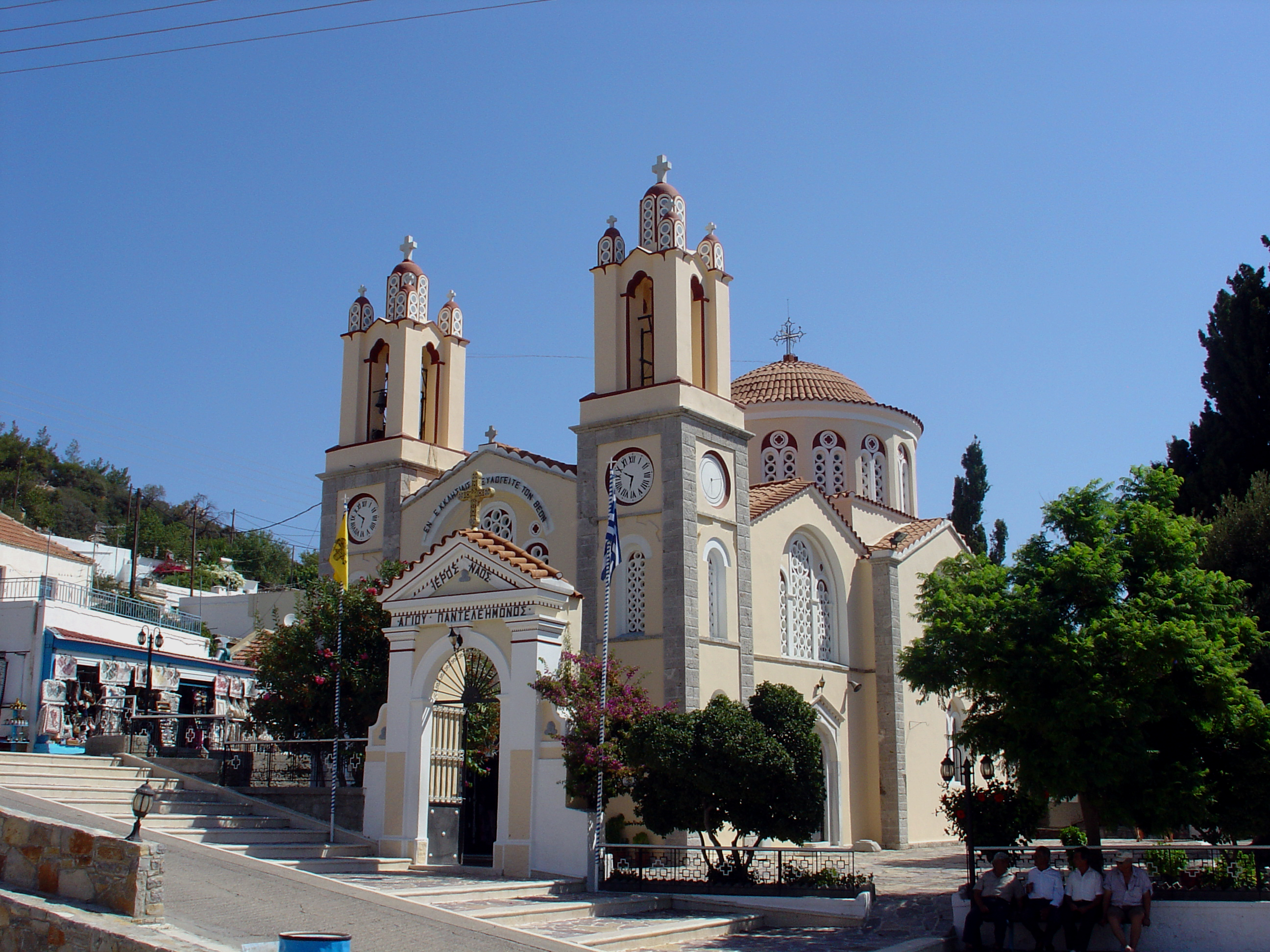
Église Saint Pantéléïmon à. Photo Karelj

## Les monastères

### Monastères d'hommes
- Monastère Saint Pantéléïmon de Tilos
- Monastère Saint Jean de Chálki
- Monastère du Taxiarque Michel à Tharrenos de Rhodes
- Monastère de la Mère de Dieu Philérimos à Rhodes
- Monastère de la Mère de Dieu Phanéroméni à Rhodes
- Monastère de la Mère de Dieu Paramythia à Rhodes
- Monastère de la Mère de Dieu Hypseni à Rhodes
- Monastère de la Mère de Dieu Tabika à Rhodes

### Monastères de femmes
- Monastère Saint Nectaire d'Égine de Kryonéri à Rhodes

## Les solennités locales
- La fête de saint Phanourios, le 27 août, patron de l'île de Rhodes.
- La fête de saint Constantin d'Hydra le 14 novembre, patron de la ville de Rhodes.
- La fête de Saint Pantéléïmon, le 27 juillet à Tilos.
- La fête de saint Jean Baptiste, le 29 août à Chálki.
- La fête de sainte Niitita, le 21 juin à Nissyros.

## Les sources
- Le site de la métropole : http://www.imr.gr
- Diptyques de l'Église de Grèce, éditions Diaconie apostolique, Athènes (édition annuelle).